# دانشکده پرستاری و مامایی قم
دانشکده پرستاری و مامایی قم، دانشکده‌ای وابسته به دانشگاه علوم پزشکی قم واقع در استان قم است که در سال ۱۳۷۶ شمسی اقدام به پذیرش دانشجو در رشته کارشناسی پرستاری نمود.
ریاست فعلی این دانشکده دکتر فرهاد پرورش می‌باشد.

## تاریخچه
این دانشکده برای نخستین بار در سال ۱۳۷۶ اقدام به پذیرش دانشجو در رشته کارشناسی پرستاری نمود. در آن زمان ساختمان دانشکده در مرکز آموزشی درمانی نکویی هدایتی مستقر بود. در سال بعد، این دانشکده به محل فعلی دانشکده پزشکی منتقل گردید و سپس مکان شهر قائم برای آن در نظر گرفته شد. و بعد هم این دانشکده به محل قبلی بیمارستان کودکان (واقع در خیابان ساحلی) منتقل شد و در حال حاضر هم مجدداً به محل فعلی دانشکده پزشکی منتقل گردید. لازم است ذکر شود که در این دانشکده از سال ۱۳۸۵ پذیرش دانشجو در رشته کارشناسی ناپیوسته مامایی نیز آغاز گردید.

## امکانات آمورشی و پژوهشی
- کتابخانه
- سایت کامپیوتر
- آزمایشگاه

## بیمارستان‌های آموزشی
- کامکار - عرب نیا
- نکوئی - هدایتی - فرقانی
- حضرت زهرا (س)
- حضرت فاطمه معصومه (س)
- شهید بهشتی
- ایزدی